# Rothmannia capensis
Rothmannia capensis är en måreväxtart som beskrevs av Carl Peter Thunberg. Rothmannia capensis ingår i släktet Rothmannia och familjen måreväxter. Inga underarter finns listade i Catalogue of Life.